# Юрасов, Георгий Дмитриевич
Георгий Дмитриевич Юрасов (1888 — после 1925) — русский офицер, герой Первой мировой войны, участник Белого движения.

## Биография
Из мещан. Уроженец Херсонской губернии. Образование получил в Херсонском реальном училище.
В 1912 году окончил Одесское военное училище, откуда выпущен был подпоручиком в 117-й пехотный Ярославский полк. 24 января 1913 года переведен в 57-й пехотной Модлинский полк, с которым и вступил в Первую мировую войну. Удостоен ордена Св. Георгия 4-й степени
За то, что в бою 3 февраля 1915 года у д. Смольник, командуя 9-й ротой, при атаке важной позиции на выс. 704 (Галиция), искусно руководя своей ротой, провел ее по трудно-проходимой лесной местности и, увлекая за собой роту, по собственной инициативе бросился на окопы противника, штыками выбил его, захватил 250 человек в плен, причем во время свалки сам был избит прикладом. В дальнейшем, выйдя в тыл противнику, обеспечил успех и продвижение наших войск.
Произведен в поручики 30 августа 1915 года «за выслугу лет», в штабс-капитаны — 14 июля 1916 года. Был командиром роты.
В Гражданскую войну участвовал в Белом движении в составе Вооруженных сил Юга России и Русской армии до эвакуации Крыма, капитан. Галлиполиец.
Осенью 1925 года — в составе Александровского военного училища во Франции. Дальнейшая судьба неизвестна.

## Награды
- Орден Святого Станислава 3-й ст. с мечами и бантом (ВП 13.02.1915)
- Орден Святой Анны 4-й ст. с надписью «за храбрость» (ВП 20.04.1916)
- Орден Святого Георгия 4-й ст. (ВП 12.01.1917)